# 関原町
関原町（せきはらまち）は、かつて新潟県三島郡にあった町。

## 沿革
- 1889年（明治22年）4月1日 - 町村制施行に伴い三島郡関原村、下除村、五反田村、西関原村、白鳥村、高頭村、南牛ケ頭新田が合併し、関原村（せきはらむら）が発足。
- 1934年（昭和9年）4月1日 - 町制施行し関原町となる。
- 1956年（昭和31年）
  - 4月1日 - 長岡市と境界の一部を変更。
  - 9月30日 - 三島郡日吉村の大字雲出を編入。
- 1957年（昭和32年）10月1日 - 長岡市に編入され消滅。